# 巴羅尼克冰川
78°36′S 161°50′E / 78.600°S 161.833°E
巴羅尼克冰川是南極洲的冰川，位於希拉里海岸的皇家學會嶺地區，處於庫克斯山西南面11公里，最終注入斯凱爾頓冰川，現時由南極條約體系管理。